# Orientaliska ortodoxa kyrkor
Orientaliska ortodoxa kyrkor, också kallade Icke-chalkedoniska kyrkor eller Förchalkedonska kyrkor med flera liknande benämningar, är östliga kristna kyrkor som under de kristologiska striderna avsöndrade sig från majoritetslinjen vid konciliet i Chalkedon år 451. Den Orientaliska otodoxin erkänner bara de tre första av den tidiga kyrkans kyrkomöten: Nicea år 325, Konstantinopel år 380 och Efesus år 431.
Tillsammans med de Östortodoxa, Östkatolska, Östprotestantiska och ''Sanna ortodoxa'' kyrkorna utgör de tillsammans Östkyrkan.
Under senare tid[när?] har de Orientaliska ortodoxa kyrkorna närmat sig både de Östortodoxa kyrkorna och den Romersk-katolska kyrkan.

## Benämning
Orientaliska ortodoxa kristna kallar sig för miafysiter, en position emellan monofysitism och duofysitism.
De har dock ofta kallats monofysiter, men de anser själva att uttrycket är missledande.

## Teologi
Förutom teologiska skillnader fanns även politiska motiv till splittringen. Kristna utanför Romarriket hade problem med att de betraktades som femtekolonnare av sina egna länder om de hade för stort samröre med representanter för Romarrikets statsreligion. Om de av romarna betraktades som irrläriga hade de lättare att bli erkända i sina egna länder.
De Orientaliska ortodoxa kyrkorna avvisar formuleringen att Jesus Kristus är en person i två naturer, eftersom uttrycket "två naturer" enligt dem ligger alltför nära Nestorios heresi.

## Utbredning
Majoriteten av Orientaliska ortodoxa är bosatta i Etiopien, Egypten, Eritrea, Armenien, Indien, Syrien och Libanon. Det finns också stora diasporagrupper i delar av Mellanöstern, Europa, Asien, Nord- och Sydamerika och Australien.

## Olika Orientaliska ortodoxa samfund
- Armeniska apostoliska kyrkan
- Koptisk-ortodoxa kyrkan
- Etiopisk-ortodoxa kyrkan
- Eritreansk-ortodoxa kyrkan
- Syrisk-ortodoxa kyrkan

## Bilder

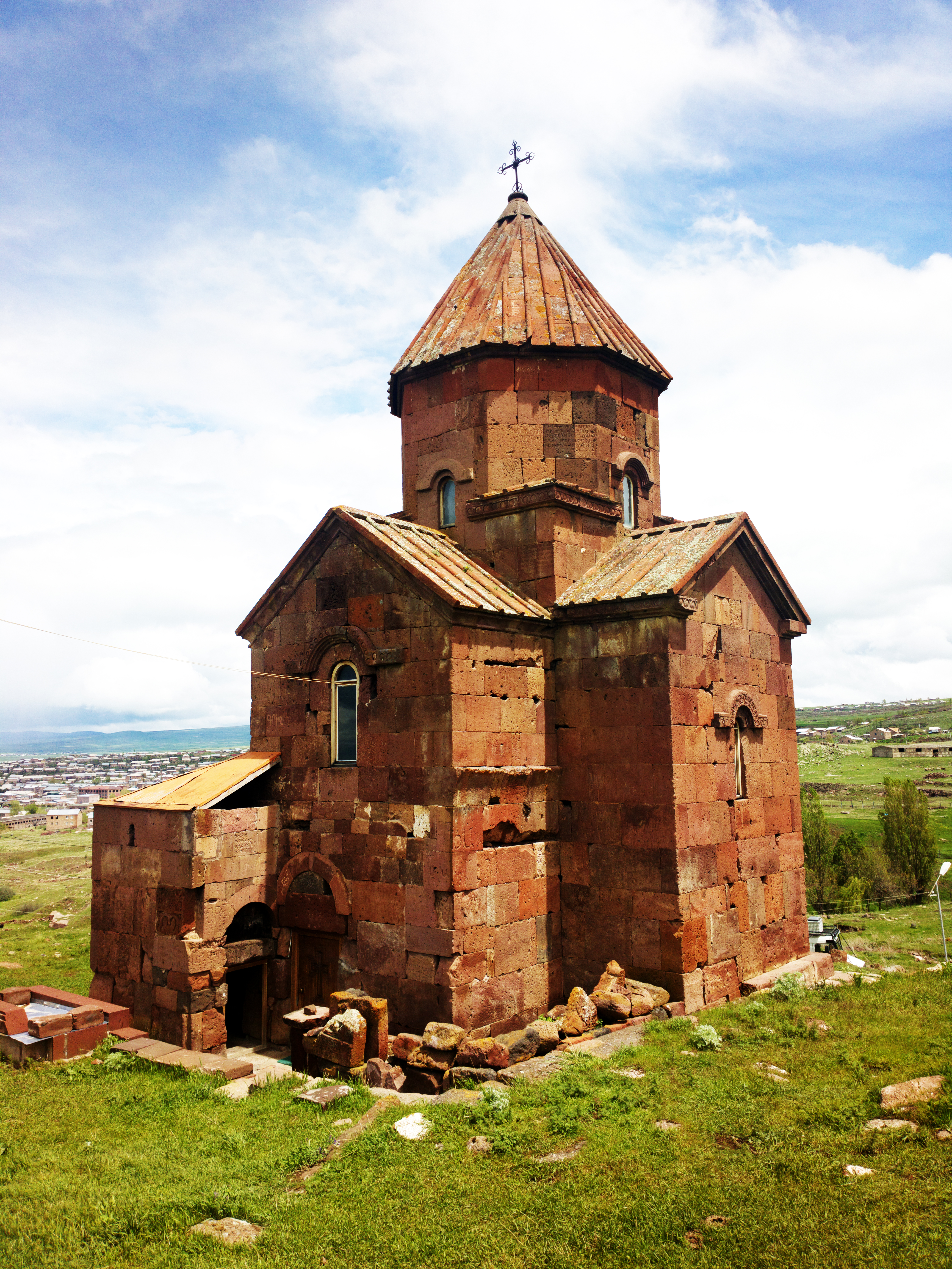
Lmbatavank i Artik, Armenien.
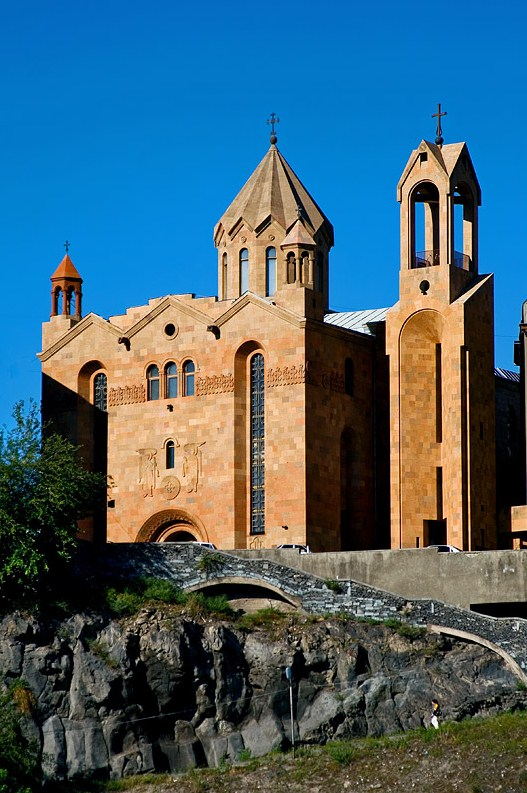
Sankt Sarkiskatedralen i Jerevan, Armenien.
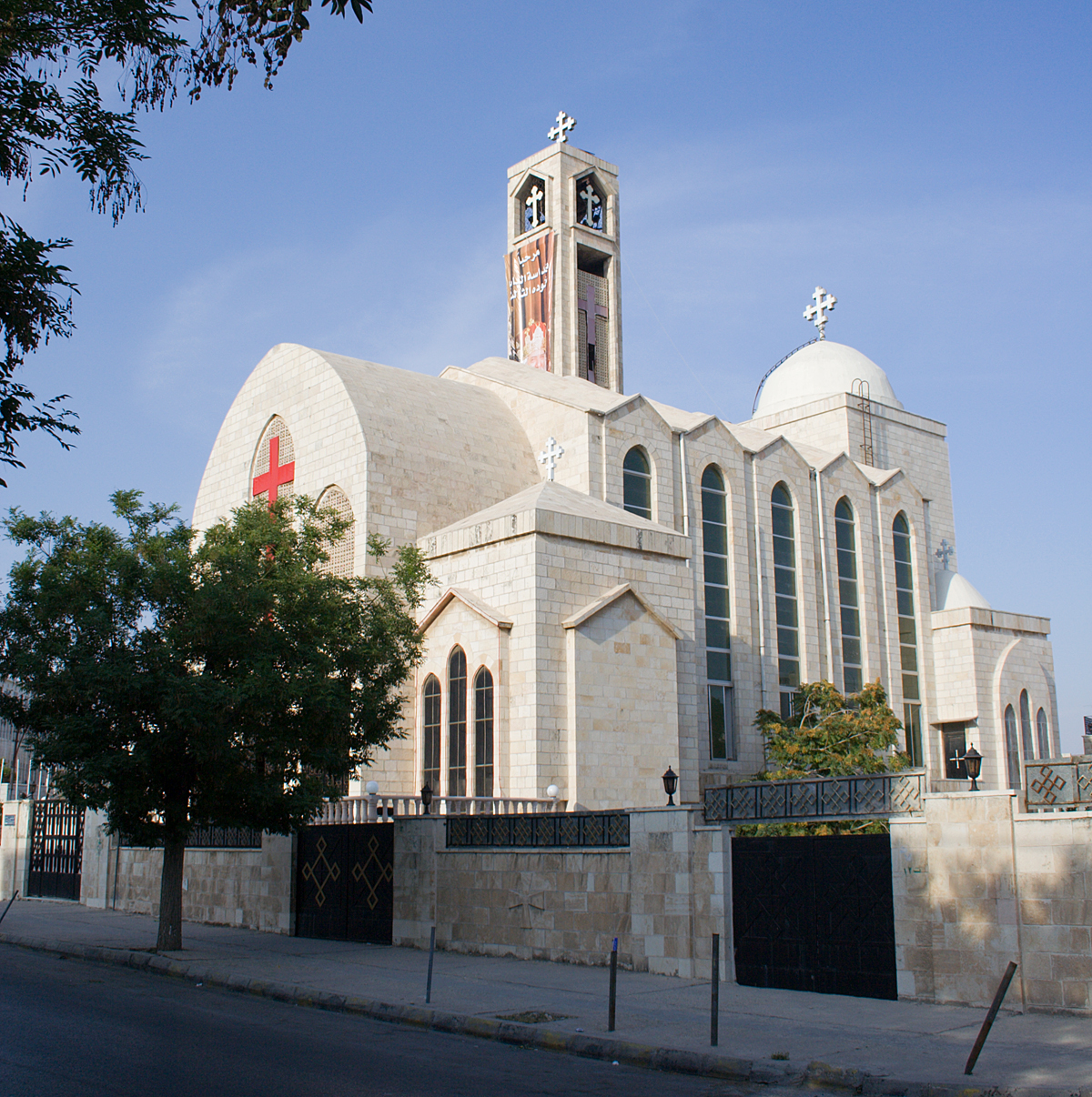
Koptisk-ortodox kyrka i Amman, Jordanien.
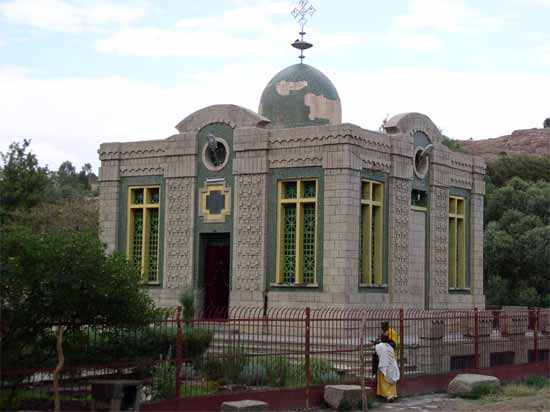
Etiopisk-ortodoxt kapell i Aksum, Etiopien.